# شاپرک‌های جغدی دروغین
شاپرک‌های جغدی دروغین  (نام علمی: Thyatira) یک سرده از شاپرک متعلق به زیرخانواده Thyatirinae از خانوادهٔ بال‌برگشتگان است. این سرده توسط فردیناند اوخسنهایمر در سال ۱۸۱۶ ساخته شد.